# 13 жовтня
13 жовтня — 286-й день року (287-й у високосні роки) за григоріанським календарем. До кінця року залишається 79 днів.

## Свята і пам'ятні дні

### Міжнародні
- ООН: Міжнародний день зменшення небезпеки лих

### Національні
- Польща: День парамедика

## Події
- 1307 — за наказом короля Філіпа IV Красивого були одночасно арештовані всі французькі тамплієри. З цієї дати походить забобон про п'ятницю, 13.
- 1582 — в Італії та інших католицьких країнах юліанський календар (старий стиль) замінено на григоріанський (новий стиль).
- 1675 — нідерландський фізик Християн Гюйгенс запатентував кишеньковий годинник.
- 1792 — у Вашингтоні розпочалося будівництво Білого дому.
- 1860 — у США зроблено першу фотографію з повітряної кулі.
- 1871 — у Києві відкрилася Колегія Павла Ґалаґана
- 1875 — відкрито Чернівецький університет.
- 1884 — Гринвіч затверджений як місце проходження нульового меридіана.
- 1894 — у Пенсільванії засновано Український народний союз.
- 1927 — за ініціативою Міжнародної організації праці засновано Міжнародну асоціацію соціального забезпечення.
- 1943 — Королівство Італія оголосило війну Третьому Рейху.
- 1947 — ЦК КП(б)У ухвалив рішення про створення семи спеціальних оперативних груп НКВД для ліквідації керівників «бандугруповань» Української РСР, членів Центрального і крайового проводів ОУН.
- 1948 — Рада міністрів СРСР прийняла постанову про виселення сімей «бандитських і націоналістичних елементів»
- 1948 — завершене будівництво газопроводу Дашава-Київ.
- 1957 — в СРСР здійснено запуск першого у світі штучного супутника Землі. В 1967 Міжнародною федерацією астронавтики цю дату проголошено Днем початку космічної ери людства.
- 1987 — у Перській затоці американський флот вперше у світі використовував дельфінів у військових цілях.
- 1992 — на посаді прем'єр-міністра України затверджений Леонід Кучма.
- 1996 — у Криму створено Південноукраїнський економічний союз.
- 1998 — НАТО пред'явив Союзній республіці Югославія ультиматум з вимогою вивести війська з Косово.

## Народились
Дивись також Категорія:Народились 13 жовтня
- 1474 — Маріотто Альбертінеллі, італійський живописець, представник Флорентійської школи.
- 1822 — Лев Ценковський, український ботанік, протозоолог й бактеріолог
- 1872 — Сергій Солнцев, російський і український економіст
- 1887 — Йозеф Тисо, словацький теолог і політик, Президент Словацької республіки
- 1921 — Ів Монтан, французький співак і актор
- 1923 — Михайло Сікорський, український історик; почесний директор заповідника «Переяслав», Герой України
- 1925 — Маргарет Тетчер, прем'єр-міністр Великої Британії (1979—90).
- 1926 — Рей Браун, американський джазовий музикант
- 1933 — Нана Мускурі, грецька співачка
- 1937 — Савелій Крамаров, радянський та американський комедійний актор
- 1941 — Роберт Лорн Гантер, канадський журналіст, екологіст, енвайронменталіст, співзасновник і перший президент «Грінпіс».
- 1960 — Кацухіса Намасе, японський актор
- 1971 — Михайло Старостяк, український футболіст
- 1980 — Марк-Андре Бержерон, канадський хокеїст
- 1982 — Ян Торп, австралійський плавець
- 1995 — Пак Чі Мін, співак і танцюрист бойз-бенду BTS.
- 1996 — Джошуа Вонг Чі-Фун, студентський активіст і політик у Гонконзі.

## Померли
Дивись також Категорія:Померли 13 жовтня
- 54 — Клавдій, римський імператор
- 1822 — Антоніо Канова, італійський скульптор, найзначніший представник класицизму.
- 1865 — Петро Гулак-Артемовський, український поет, байкар, ректор Харківського університету (1841—1849).
- 1919 — Карл Адольф Г'єллеруп, данський поет та письменник, лавреат Нобелівської премії з літератури 1917.
- 1961 — Майя Дерен, американська режисерка та акторка незалежного кіно, хореограф, етнограф, поетеса, теоретик авангарду; родом з Києва.
- 1976 — Стефан Таранушенко, український мистецтвознавець, історик архітектури, музейник і педагог.
- 1981 — Антоніо Берні, аргентинський художник
- 2008 — Ґійом Депардьє, французький актор
- 2011 — Барбара Кент, американська акторка німого кіно
- 2016 — Даріо Фо, італійський драматург, режисер, теоретик театру, художник. Лавреат Нобелівської премії з літератури (1997)